# Rubén Salazar
Pour les articles homonymes, voir Salazar.
Rubén Salazar, né le 3 mars 1928 à Ciudad Juárez et mort le 29 août 1970 à Los Angeles, est un journaliste chicano, assassiné par la police durant la marche du Chicano Moratorium contre la Guerre du Viêt Nam à Los Angeles, Californie.

## Biographie

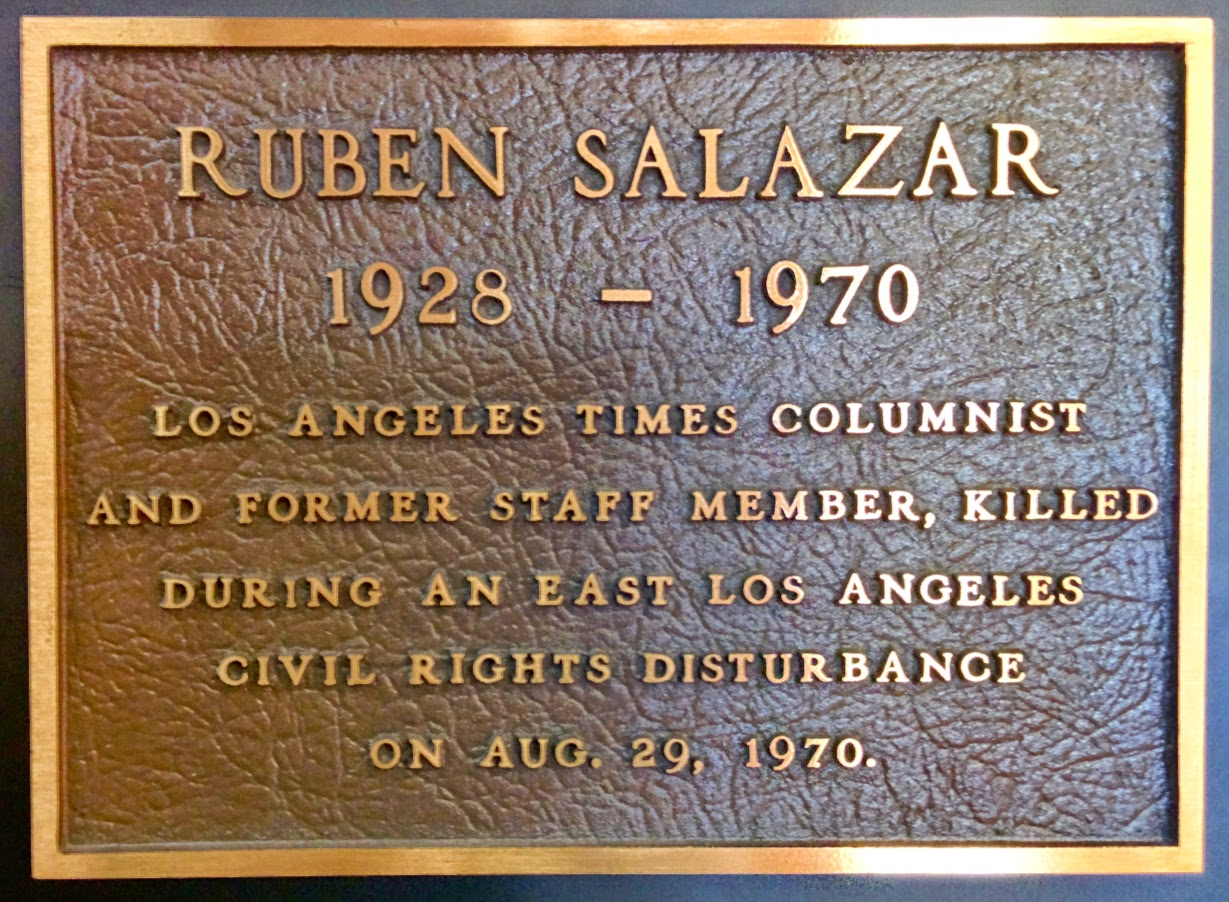
Plaque honorant la mémoire de Rubén Salazar, apposée sur la façade de l'immeuble du Los Angeles Times à Los Angeles.